# Notolecidea
Notolecidea is een monotypisch geslacht van schimmels uit de klasse Lecanoromycetes. Het bevat alleen Notolecidea subcontinua.